# Rannu (Viru-Nigula)
Rannu (Duits: Ranno of Randen) is een plaats in de Estlandse gemeente Viru-Nigula, provincie Lääne-Virumaa. De plaats telt 119 inwoners (2021) en heeft de status van dorp (Estisch: küla).
Rannu hoorde tot in oktober 2017 bij de gemeente Aseri. In die maand werd Aseri bij de gemeente Viru-Nigula gevoegd.

## Geschiedenis
Rannu werd voor het eerst vermeld in 1241 in het Grondboek van Waldemar onder de naam Randu. Vanaf de 14e eeuw lag het dorp op het landgoed van Aseri. De plaats lag oorspronkelijk meer naar het noordoosten, vlak bij de plek waar nu Kõrtsialuse ligt. Kõrtsialuse ontstond in de vroege 19e eeuw rond de herberg van Rannu en heette oorspronkelijk Ranno-Körtz (Körz is afgeleid van het Estische kõrts en betekent ‘herberg’). De boerderijen van Rannu verhuisden in die eeuw naar het zuidwesten.
Tussen 1786 en 1961 had Rannu een dorpsschool.
In 1977 werd het buurdorp Tamme bij Rannu gevoegd.